# Tropidurus montanus
Tropidurus montanus — вид ігуаноподібних ящірок родини Tropiduridae. Ендемік Бразилії.

## Поширення і екологія
Tropidurus montanus мешкають на Бразильському нагір'ї в штатах Гояс, Мінас-Жерайс і Баїя, зокрема в горах Серра-ду-Еспіньясу. Вони живуть в саванах серрадо та на кам'янистих луках кампос-рупестрес, трапляються серед скель. Зустрічаються на висоті понад 900 м над рівнем моря.